# Carlos Antonio de Souza Júnior
Carlos Antonio de Souza Júnior, kortweg Carlinhos Júnior of Carlinhos (8 augustus 1994) is een Braziliaans voetballer, die doorgaans speelt als Spits. Carlinhos werd in januari 2017 door FC Lugano overgenomen van Botafogo FC.

## Clubcarrière
Carlinhos doorliep de jeugdreeksen van Paraná Clube. Hij promoveerde in 2013 naar de eerste ploeg. Na een tussenstop in 2016 bij Botafogo FC werd hij in januari 2017 overgenomen door FC Lugano. Op 4 februari 2017 maakte Carlinhos zijn debuut op het hoogste Zwitserse niveau. In de uitwedstrijd tegen FC Basel startte hij de wedstrijd en werd twaalf minuten voor tijd vervangen door Ofir Mizrahi. Zijn debuutwedstrijd werd met 4–0 verloren. De daaropvolgende wedstrijd tegen Grasshopper wist hij het tweede doelpunt te maken. De wedstrijd werd uiteindelijk gewonnen met 3–0. Op 19 oktober 2017 maakte Carlinhos zijn Europees debuut in de groepswedstrijd van de Europa League tegen Viktoria Pilsen. De wedstrijd werd met 3–1 gewonnen waarin Carlinhos auteur was van het tweede doelpunt.

## Clubstatistieken
| Seizoen | Club         | Competitie   | Competitie | Competitie | Beker | Beker | Internationaal | Internationaal | Totaal | Totaal |
| Seizoen | Club         | Competitie   | Wed.       | Dlp.       | Wed.  | Dlp.  | Wed.           | Dlp.           | Wed.   | Dlp.   |
| ------- | ------------ | ------------ | ---------- | ---------- | ----- | ----- | -------------- | -------------- | ------ | ------ |
| 2013    | Paraná Clube | Série B      | 7          | 0          | 2     | 1     | —              | —              | 9      | 1      |
| 2014    | Paraná Clube | Série B      | 18         | 2          | 1     | 0     | —              | —              | 19     | 2      |
| 2015    | Paraná Clube | Série B      | 11         | 1          | 1     | 0     | —              | —              | 12     | 1      |
| 2016    | Botafogo FC  | Série C      | 15         | 1          | 7     | 2     | —              | —              | 22     | 3      |
| 2016/17 | FC Lugano    | Super League | 17         | 4          | 0     | 0     | —              | —              | 17     | 4      |
| 2017/18 | FC Lugano    | Super League | 29         | 10         | 4     | 2     | 3              | 2              | 36     | 14     |
| 2018/19 | FC Lugano    | Super League | 31         | 13         | 3     | 1     | —              | —              | 34     | 14     |
| Totaal  | Totaal       | Totaal       | 128        | 31         | 18    | 6     | 3              | 2              | 149    | 39     |

Bijgewerkt op 31 mei 2019.